# Zelenîi Hai, Lebedîn
Zelenîi Hai (în ucraineană Зелений Гай) este un sat în comuna Kameane din raionul Lebedîn, regiunea Sumî, Ucraina.

## Demografie
Componența lingvistică a localității Zelenîi Hai
     Ucraineană (98,53%)
     Rusă (1,47%)
Conform recensământului din 2001, majoritatea populației localității Zelenîi Hai era vorbitoare de ucraineană (98,53%), existând în minoritate și vorbitori de rusă (1,47%).